# Eisbach (Queich)
Der Eisbach ist ein etwa 1,5 km (mit Eußerbach 10,48 km) langer, linker und nördlicher Zufluss der Queich im rheinland-pfälzischen Landkreis Südliche Weinstraße.

## Geographie

### Verlauf
Der Eisbach entsteht im Pfälzerwald auf 174 m ü. NHN erst 1,5 km vor seiner Einmündung in die Queich durch den Zusammenfluss von Eußerbach als rechtem und Dernbach als linkem Quellbach. Er verläuft durch unbebautes Stadtgebiet von Annweiler am Trifels in südöstlicher Richtung rechts neben der Landesstraße 505. Wenige Meter nach Unterquerung dieser Straße und der Bahnstrecke Landau–Rohrbach mündet der Eisbach am Südwestrand des zur Stadt gehörenden Weilers Neumühle auf 167 m von links in den von Westen kommenden linken Rheinzufluss Queich.

### Zuflüsse
- Eußerbach (rechter Quellbach), 8,9 km, 32,89 km²
- Dernbach (linker Quellbach), 7,4 km, 14,81 km²
- Randgraben (rechts), 0,3 km, 0,06 km²
- Bach vom Langenscheiderhof (links), 2,1 km, 1,29 km²